# Galliguera
La Galliguera es una comarca natural del Prepirineo aragonés, definida por el valle medio del Río Gállego desde la Guarguera hasta Ardisa, entre las comarcas administrativas del Alto Gállego y la Hoya de Huesca.

## Geografía
Hidrológicamente se trataría de desde el piedemonte donde desagua el río Guarga y sus proximidades, en el término municipal de Caldearenas, hasta el Embalse de Ardisa, primer municipio cincovillense que cruza el Gállego, habiendo atravesado el Embalse de La Peña, y el Monumento Natural de los Mallos de Riglos, Agüero y Peña Rueba, y tras discurrir por los municipios de Sabiñánigo, Caldearenas, Las Peñas de Riglos, Murillo de Gállego, Santa Eulalia de Gállego y Biscarrués.
En un sentido más amplio puede entenderse la Galliguera como la ribera del Gállego en general y todos los pueblos y municipios que bañan sus tierras, entendiendo así esta comarca de mayor escala, en la que se consideraría la Galliguera Alta la actual comarca del Alto Gállego, y la Galliguera Baxa (en aragonés) o Baja Galliguera como la descrita antes. Según la Agrupación Folclórica Santa Cecilia de Jaca se describiría la comarca de la siguiente manera:

La Galliguera es un territorio, con capitalidad demográfica y económica en Ayerbe, articulado por el cauce del río Gállego y conformado por todas aquellas tierras que, en el curso medio del río (al sur de las sierras de Santo Domingo y Loarre y hasta la presa de Ardisa), vierten sus aguas en el Gállego.

Dentro de este territorio que incluye localidades tan significativas como Murillo, Agüero, Ayerbe, Riglos o Loarre, se enclavan las tierras que hemos denominado Baja Galliguera. Es esta una zona que engloba a los términos municipales de las localidades más próximas al río Gállego y, a su vez, en la zona más llana y meridional de la comarca. Estos municipios son los de Puendeluna, Ardisa, Biscarrués y Santa Eulalia de Gállego, en cuyos términos se incluyen otras localidades de menor peso poblacional como Erés, Casas de Esper y Piedramorrera.

## Características socioeconómicas
En el entorno de la Galliguera, una zona rural con un clima suave para el interior debido la acción termorreguladora del propio río y medianamente accesible desde las capitales de Huesca, Zaragoza y demás cercanas, se vienen llevando a cabo desde hace décadas actividades deportivas y turísticas de turismo activo, como escalada, senderismo, rafting, piragüismo de aguas bravas, hydrospeed, etc. Así como turismo rural y de naturaleza, actividades propicia igualmente dada de la situación de estos pueblos.

## Problemática medioambiental
Pese a ser una zona turismo rural y activo importante del prepirineo aragonés, se encuentra amenazada por la construcción del embalse de Biscarrués que anegaría gran parte de la ribera del Gállego incluyendo la propia población de Biscarrués. Actualmente y tras más de treinta años de litigio, el proyecto se encuentra aún en los tribunales pese a la población de los habitantes de la comarca, pero con los apoyos al proyecto de otros sectores ajenos a ella.
Desde que comenzó este conflicto tanto la Coordinadora Biscarrués - Mallos de Riglos, asociación de afectados autodefinida como: «ONG dedicada a la protección del río Gállego, además de la lucha contra la construcción del pantano de Biscarrués»; viene defendiendo las reivindicaciones de los vecinos de la Galliguera ante tal problemática. Dicha organización trabaja dentro de la Coordinadora de Afectados por Grandes Embalses y Trasvases, conocida también como COAGRET.